# دلارام (تنگستان)
دلارام یا دلارمدی روستایی در دهستان دلوار بخش دلوار شهرستان تنگستان استان بوشهر ایران است.

## جمعیت
بر پایه سرشماری عمومی نفوس و مسکن در سال ۱۳۹۵ جمعیت این روستا ۷۰ نفر (۱۸خانوار) بوده‌است.